# Cesare Del Cancia
Cesare Del Cancia (* 6. Mai 1915 in Buti; † 25. April 2011 in Pontedera) war ein italienischer Radrennfahrer.
Cesare Del Cancia war Profi von 1935 bis 1941 und nach dem Zweiten Weltkrieg nochmals im Jahre 1946, konnte aber nicht mehr reüssieren. Der größte Erfolg seiner Laufbahn war der Sieg bei Mailand–Sanremo 1937.
1936 gewann Del Cancia Mailand–Turin und das Rennen Tre Valli Varesine, 1938 den Giro del Lazio. Beim Giro d’Italia 1937 gewann er eine Etappe und wurde Fünfter der Gesamtwertung, 1938 trug er acht Tage lang das Maglia Rosa, gewann zwei Etappen und wurde Siebter der Gesamtwertung, 1939 belegte er Rang acht.
Als Cesare Del Cancia im April 2011 im Alter von 95 Jahren starb, war er der älteste noch lebende Träger des Maglia Rosa.